# Saussurea tadshikorum
Saussurea tadshikorum là một loài thực vật có hoa trong họ Cúc. Loài này được Iljin & Gontsch. miêu tả khoa học đầu tiên năm 1933.